# Jojei
Jojei falu Romániában, Erdélyben, Fehér megyében.

## Fekvése
Felsővidra közelében fekvő település.

## Története
Jojei korábban Felsővidra része volt, 1956 körül vált külön 52 lakossal.
1966-ban 61, 1977-ben 66, 1992-ben 48 román lakosa volt. A 2002-es népszámláláskor pedig 38 lakosából 37 román, 1 német volt.